# صنایع اسپیس فلایت
صنایع اسپیس فلایت (انگلیسی: Spaceflight Industries) شرکت هوافضای آمریکایی است، که در سال ۲۰۰۹ تأسیس شد.